# Синдром чужой руки
Синдром чужой руки — сложное психоневрологическое расстройство, форма апраксии, при которой одна или обе руки действуют сами по себе, вне зависимости от желания хозяина. Иногда сопровождается приступами эпилепсии. Другое название синдрома — «болезнь доктора Стрейнджлава» — дано не по имени первооткрывателя, а в честь доктора Стрейнджлава, одного из героев из культового фильма Стэнли Кубрика «Доктор Стрейнджлав, или Как я научился не волноваться и полюбил атомную бомбу» (1964), рука которого иногда сама по себе то вскидывалась в нацистском приветствии, то начинала душить своего обладателя.

## Характеристики
Впервые это расстройство было выявлено в 1909 году. Синдром изучал немецкий невролог Курт Гольдштейн, наблюдавший пациентку (имя не сохранилось), которую во время сна начала душить собственная левая рука. Гольдштейн не нашёл каких-либо психических отклонений у пациентки. Поскольку приступы перестали проявляться, Гольдштейн прекратил наблюдение пациентки. Однако после её смерти он произвёл вскрытие и обнаружил в мозге повреждение, разрушившее передачу сигналов между полушариями, что и привело к развитию синдрома.
Современная нейровизуализация показала, что к синдрому приводят поражения в разных областях мозга, следствием чего являются феноменологические изменения. В 1991 году Делл Салла описал две формы: «острую», возникающую после поражений мозолистого тела, и «хроническую», вызванную поражениями мозолистого тела и переднемедиальной части лобной доли. Фейнберг усовершенствовал эту идею и описал два различных синдрома: лобный (фронтальный) и каллозальный (от лат. corpus callosum — мозолистое тело) варианты.
Выделяют 3 варианта синдрома:
- фронтальный характеризуется возникновением в контралатеральной руке непроизвольных движений, направленных на окружающие предметы. Движения навязчивые, быстрые, провоцируются тактильной или зрительной стимуляцией. Этот вариант описан у больных с поражением медиальных отделов левой лобной доли доминантного полушария и прилежащих областей мозолистого тела.
- каллозальный связан с поражением мозолистого тела, при этом лобная доля может как вовлекаться, так и не вовлекаться в патологический процесс. При этом усилия «чужой» (чаще левой) руки провоцируются активностью здоровой (чаще правой) руки. «Чужая рука» вступает в противоборство, оказывает противодействие движениям другой руки.
- задний тип связан с поражением теменных, теменно-затылочных долей или таламуса ипсилатерального ведущей руке (правого у праворуких лиц) полушария головного мозга. При этом клинически наряду с непроизвольной активностью и ощущением «чуждости» в руке пациент не распознавал принадлежность руки своему телу без контроля зрения, а также у него выявлялся левосторонний синдром игнорирования.